# ونوس در قالب یک پسر
«ونوس در قالب یک پسر» (به انگلیسی: Venus as a Boy) ترانه‌ای از موسیقی‌دان ایسلندی بیورک می‌باشد که به‌عنوان دومین تک‌آهنگ از دبیو (۱۹۹۳) منتشر گردید. این ترانه توسط بیورک نوشته شده و تهیه‌کنندگی آن را نلی هوپر بر عهده داشته است؛ این شخص بخش عمده‌ای از آلبوم نخست او را نیز تهیه کرده بود. این قطعه یک ماه پس از انتشار کامل آلبوم، در اوت سال ۱۹۹۳ از سوی وان لیتل ایندین منتشر شده بود. این ترانه از پسری الهام گرفته شده که به همه‌چیز از «زاویهٔ زیبایی» می‌نگریست.